# أيرتون ريبيرو
أيرتون ريبيرو (9 سبتمبر 1997 بالبرتغال - ) هو لاعب كرة قدم برتغالي في مركز الدفاع. لعب مع نادي ثون.

## وصلات خارجية
- أيرتون ريبيرو على موقع قاعدة بيانات كرة القدم.إي يو (الإنجليزية)
- أيرتون ريبيرو على موقع Soccerway.com (الإنجليزية)